# Messtechnische Kontrolle
Die Messtechnische Kontrolle (MTK) ist in Deutschland eine Kontrolle der Messgenauigkeit, bei der die
Einhaltung der zulässigen Fehlergrenzen von Medizinprodukten mit Messfunktion überprüft wird.

## Durchführung
Die MTK wird für Medizinprodukte mit Messfunktion im Medizinproduktegesetz (MPG)
vom 2. August 1994 gefordert und in der Medizinprodukte-Betreiberverordnung (MPBetreibV)
vom 29. Juni 1998 präzisiert. Sie wurde von der  Physikalisch-Technischen Bundesanstalt und den Eichbehörden aller Bundesländer erarbeitet.
In der Anlage 2 der MPBetreibV sind diejenigen Medizinprodukte mit Messfunktion aufgeführt, für die eine MTK vorgeschrieben ist.